# デイアットザスパ
デイアットザスパ(Dayatthespa)とは、アメリカ生産・調教の競走馬である。主な勝ち鞍は、2012年のクイーンエリザベス2世チャレンジカップステークス、2014年のファーストレディステークス、BCフィリー&メアターフ。

## 戦績

### 2歳時(2011年)
2011年8月にサラトガ競馬場で行われた未勝利戦でデビュー勝ちすると、初めて重賞挑戦となった次走のGIIIナタルマステークスを2着に健闘する。しかし、11月のGIIBCジュヴェナイルフィリーズターフは9着に敗れて2歳シーズンを終えた。

### 3歳時(2012年)
1月にガルフストリームパーク競馬場で行われたリステッド競走での勝利を皮切りに、GIIIヒアカムズザブライドステークスとアパラチアンステークスを連勝する。8月のリステッド競走での勝利をはさんだ後、4連勝の勢いでGIクイーンエリザベス2世チャレンジカップステークスへと挑んだ。レースでは終始リードを取るとそのまま後続勢を抑えきり、GI初勝利を飾った。次走のメートリアークステークスでは5着に敗れたものの、計6戦5勝の成績で3歳シーズンを終えた。

### 4歳時(2013年)
5月にベルモントパーク競馬場で行われた条件戦で始動し勝利するも、次走のGIIIイートンタウンハンデキャップでは2着に惜敗。8月にサラトガ競馬場で行われた条件戦では再び勝利を挙げるも、その後のファーストレディステークスを2着、メートリアークステークスを4着と勝ちきれないレースが続いたまま4歳シーズンを終えた。

### 5歳時(2014年)
8月にサラトガ競馬場で行われた条件戦の2着で始動すると約3週間後の条件戦を勝利し、前年2着に敗れたファーストレディステークスへと駒を進めた。レースでは最終コーナーで先頭に並びかけると、最後の直線で突き抜けてリードを保ちながら後続勢を抑えて勝利、2年ぶりのGI勝利を飾った。次走のBCフィリー&メアターフでは、前年覇者のダンクやステファニーズキトゥンといったメンバーが顔を揃える中、3番人気に推された。レースではスタートから先頭に立つと最後の直線で加速し、2着のステファニーズキトゥンらを抑えて優勝、GI3勝目を挙げた。このレースを最後に現役を引退、レキシントンのストーンストリートファームズにて繁殖牝馬となった。翌年1月に行われたエクリプス賞授賞式では2つのGIタイトルを含むシーズン3連勝が評価され、最優秀芝牝馬部門を受賞した。

## 血統表
| デイアットザスパの血統  | デイアットザスパの血統       | デイアットザスパの血統 | （血統表の出典）     | （血統表の出典） |
| 父系                    | レイズアネイティヴ系         | レイズアネイティヴ系   | レイズアネイティヴ系 | [ § 2 ]          |
| 父 City Zip 1998 栗毛   | 父の父Carson City 1987 栗毛  | Mr.Prospector 1970     | Raise a Native       | Raise a Native   |
| 父 City Zip 1998 栗毛   | 父の父Carson City 1987 栗毛  | Mr.Prospector 1970     | Gold Digger          |                  |
| 父 City Zip 1998 栗毛   | 父の父Carson City 1987 栗毛  | Blushing Promise 1982  | Blushing Groom       | Blushing Groom   |
| 父 City Zip 1998 栗毛   | 父の父Carson City 1987 栗毛  | Blushing Promise 1982  | Summertime Promise   |                  |
| 父 City Zip 1998 栗毛   | 父の母Baby Zip 1991 鹿毛     | Relaunch 1976          | In Reality           | In Reality       |
| 父 City Zip 1998 栗毛   | 父の母Baby Zip 1991 鹿毛     | Relaunch 1976          | Foggy Note           |                  |
| 父 City Zip 1998 栗毛   | 父の母Baby Zip 1991 鹿毛     | Thirty Zip 1983        | Tri Jet              | Tri Jet          |
| 父 City Zip 1998 栗毛   | 父の母Baby Zip 1991 鹿毛     | Thirty Zip 1983        | Sailaway             |                  |
| 母 M'Lady Doc 2000 鹿毛 | 母の父Doc's Leader 1986 栗毛 | Mr. Leader 1966        | Hail to Reason       | Hail to Reason   |
| 母 M'Lady Doc 2000 鹿毛 | 母の父Doc's Leader 1986 栗毛 | Mr. Leader 1966        | Jolie Deja           |                  |
| 母 M'Lady Doc 2000 鹿毛 | 母の父Doc's Leader 1986 栗毛 | With Patience 1974     | Nodouble             | Nodouble         |
| 母 M'Lady Doc 2000 鹿毛 | 母の父Doc's Leader 1986 栗毛 | With Patience 1974     | First Chapter        |                  |
| 母 M'Lady Doc 2000 鹿毛 | 母の母Smart Queen 1979 鹿毛  | King Pellinore 1972    | Round Table          | Round Table      |
| 母 M'Lady Doc 2000 鹿毛 | 母の母Smart Queen 1979 鹿毛  | King Pellinore 1972    | Thong                |                  |
| 母 M'Lady Doc 2000 鹿毛 | 母の母Smart Queen 1979 鹿毛  | Clever Bird 1970       | Swoon's Son          | Swoon's Son      |
| 母 M'Lady Doc 2000 鹿毛 | 母の母Smart Queen 1979 鹿毛  | Clever Bird 1970       | Sally Catbird        |                  |
| 母系(F-No.)             | 1号族(FN:1)                  | 1号族(FN:1)            | 1号族(FN:1)          | [ § 3 ]          |
| 5代内の近親交配         | なし                         | なし                   | なし                 | [ § 4 ]          |
| 出典                    | 1. 2. 3. 4.                  | 1. 2. 3. 4.            | 1. 2. 3. 4.          | 1. 2. 3. 4.      |

- 主な近親にハットトリック。詳細はフライアーズカース#主なファミリーラインを参照。